# ウエスト神姫

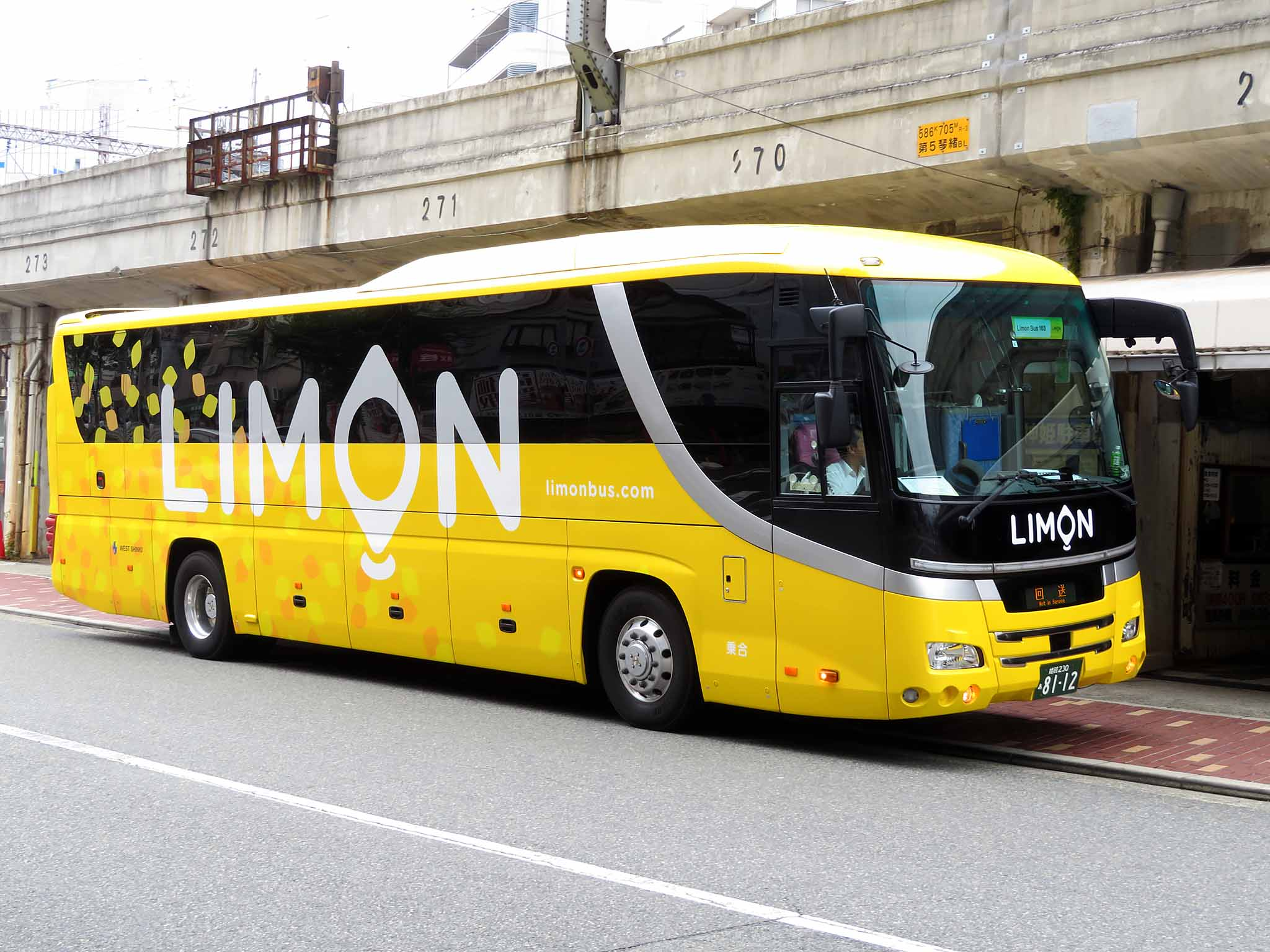
高速車
「Limon Bus」専用車

株式会社ウエスト神姫（ウエストしんき）は、かつて存在した神姫バスの子会社。1996年10月1日付で、神姫バスの路線網から兵庫県赤穂市及び赤穂郡上郡町、佐用郡佐用町地区の事業を分社化して設立された。
乗合バス、貸切バス、定期観光バスの運行、及び旅行代理業を営んでいた。
会社設立後は、宍粟市・たつの市地域の神姫バス姫路営業所山崎出張所の路線の管理を受託していたが、2011年10月1日より路線を譲受して自社路線とした。また、神姫バスから姫路営業所山崎出張所の管理を受託していた。
2022年10月1日で神姫グリーンバスへ吸収合併され消滅、同時に神姫グリーンバスはウイング神姫へ商号変更した。

## 営業所
カッコ内は営業所・出張所の略号。所属全車が姫路ナンバーである。
- 相生営業所（相）
  - 兵庫県相生市竜泉町394-1
- 赤穂営業所（赤）
  - 兵庫県赤穂市加里屋中州3-53-1
- 相生営業所上郡車庫（相）・赤穂営業所上郡車庫（赤）（共用）
  - 兵庫県赤穂郡上郡町山野里
- 相生営業所テクノ車庫（相）
  - 兵庫県たつの市新宮町光都1-20-4
- 山崎営業所（山：神姫バス姫路営業所山崎出張所の路線も管理受託）
  - 兵庫県宍粟市山崎町山田字漆田79
- 山崎営業所千種車庫（山）
  - 兵庫県宍粟市千種町千草900
- 山崎営業所横山車庫（山）
  - 兵庫県宍粟市一宮町横山224-3
- 山崎営業所皆木車庫（山）
  - 兵庫県宍粟市波賀町皆木
- 山崎営業所龍野車庫（山）
  - 兵庫県たつの市龍野町旭町154
- 山崎営業所大浦車庫（山）
  - 兵庫県たつの市御津町室津1237

## 路線
2017年3月15日より、これまでICカード乗車券が使用できなかった赤穂営業所管内でも神姫バス発行のICカード乗車券NicoPaをはじめとする全国交通系ICカード乗車券が使用できるようになった。一方、2015年12月2日の宍粟市の公共交通再編に伴い（後述）、山崎営業所が管理する自社路線ではICカード乗車券は使用できなくなっている。

### 高速路線
- 山崎 - 三宮線

神戸市と三木市・加東市・加西市・姫路市・宍粟市を結ぶ昼行高速バス路線。座席は全便自由席で山崎営業所が18往復を担当。三ノ宮行きは乗車のみ、山崎行きは降車のみの対応となる。
使用車両は、三菱ふそう・エアロバス、エアロエース。いずれも4列シートのトイレ付車両が運用される。
- 路線沿革
- 2007年10月1日 - 1日4往復で運行開始。2008年3月31日までの試験運行。
- 2008年4月1日 - 正式運行開始。
- 2009年4月1日 - 1日6往復に増便。
- 2011年4月1日 - 1日8往復に増便。
- 2012年7月1日 - 1日10往復に増便。土日祝日の一部の便を神戸三田プレミアム・アウトレット経由とする。
- 2013年7月1日 - 1日12往復に増便。神戸三田プレミアム・アウトレットを経由しなくなる。
- 2016年3月1日 - 1日14往復に増便。
- 2017年3月1日 - 1日16往復に増便。
- 2018年4月1日 - 1日18往復に増便。
- 2023年4月1日 - 平日4往復、土日祝日8往復が運休となり、平日14往復、休日10往復となる。1往復が山崎～光都バスセンター間で延長運転となる（三宮〜光都バスセンターまでの運賃は三宮〜フラワータウンセンター〜えるむプラザ前〜関西学院大学〜関西記念墓園線の「関西記念墓園」までの運賃と同額の2000円である）。

- （廃止済み）姫路・三宮 - レオマワールド線

予約制・運行受託（予約・発券業務は大江戸温泉物語が担当していた）。

### 一般路線

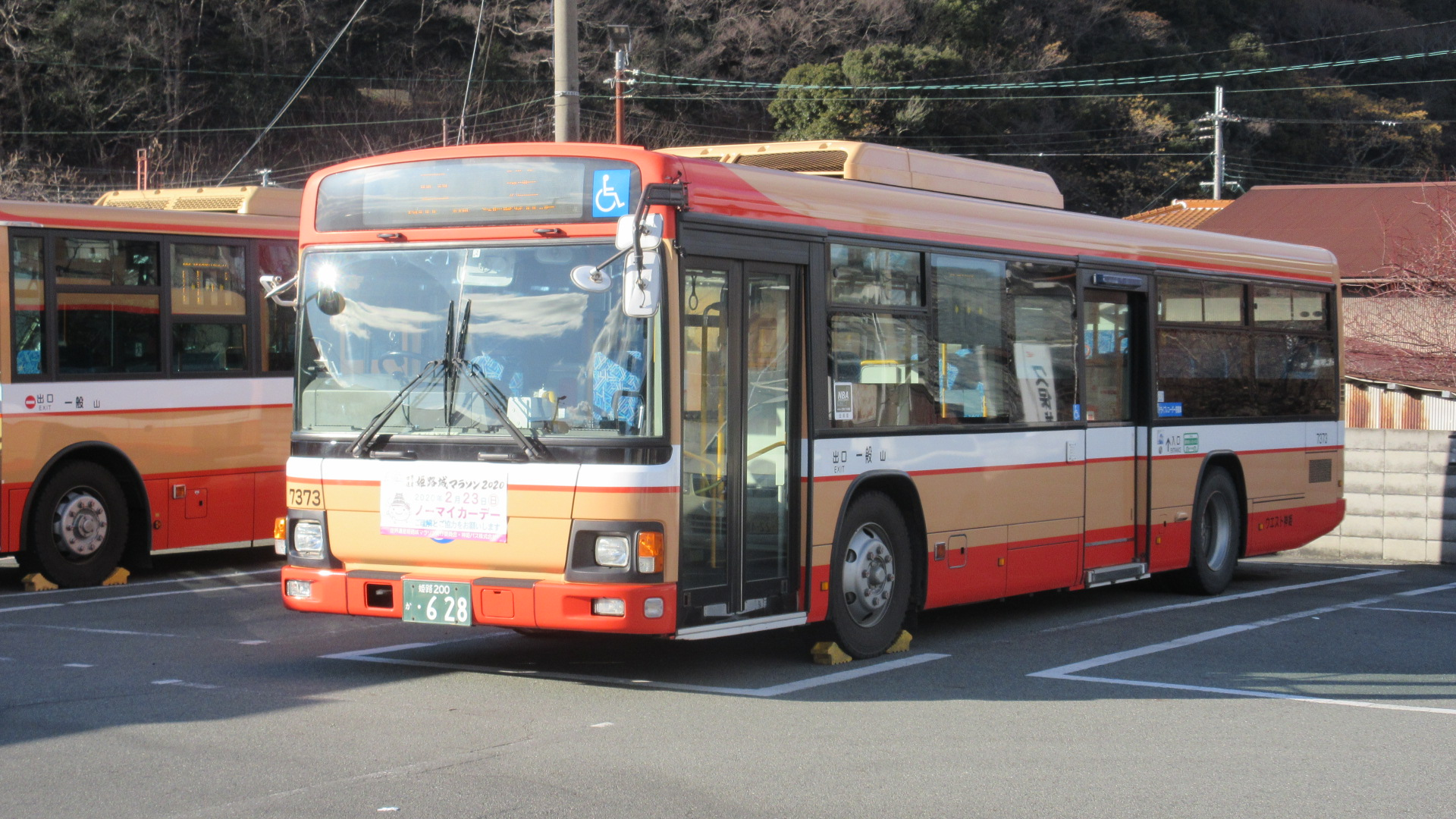
一般路線車

#### 相生地区
- 11 （特急）相生駅 - 西播磨総合庁舎西 - 粒子線医療センター - SPring-8正門前 - SPring-8[注釈 1]（平日のみの運転）
- 12 （急行）相生駅 - 県立大附属高校前 - テクノ中央 - 芝生広場（播磨科学公園都市）（平日のみの運転）
- 50・15・10/15・10 （相生港 - 相生市役所前 - 旭橋 - 相生税務署前 -） 相生駅 - 車庫前 - 西後明 - 下頃 - 瓜生東 - 県立大附属高校前 - テクノ中央 - 芝生広場（播磨科学公園都市） - （播磨高原東中学校） - 西播磨総合庁舎西 - 粒子線医療センター - SPring-8正門前 - SPring-8[注釈 1]
- 50・16/16 （相生港 ← 相生市役所前 ← 旭橋 ← 相生税務署前 ←） 相生駅 - 車庫前 - 若狭野農協前 - 下田 - 下頃 - 瓜生 - 県立大附属高校前 - テクノ中央 - 芝生広場（播磨科学公園都市） - 播磨高原東中学校 - 西播磨総合庁舎西 - 粒子線医療センター - SPring-8正門前 - SPring-8[注釈 1]
- 60 車庫前 - 山手二丁目 - 相生駅 - 相生税務署前 - 旭橋 - 相生市役所前 - 白龍城 - 緑ヶ丘南 - 若狭野農協前 - 下田 - 下頃 - 瓜生 - 榊
- 61 車庫前 - 山手二丁目 - 相生駅 - 相生税務署前 - 旭橋 - 相生市役所前 - 白龍城 - 緑ヶ丘南 - 若狭野農協前 - 小河 - 下頃 - 瓜生 - 榊
- 65 車庫前 - 緑ヶ丘南 - 那波港 - 相生税務署前 - 相生駅
- 65 車庫前 - 緑ヶ丘南 - 白龍城 - 相生市役所前 - 旭橋 - 相生税務署前 - 相生駅 - 山手二丁目 - 車庫前
- 50 万葉の岬 - 相生港 - 相生市役所前 - 旭橋 - 相生税務署前 - 相生駅
- 56・55 万葉の岬 - 相生港 - 相生市役所前 - 旭橋 - 那波野郵便局前 - 相生駅
- 52 相生港 - 相生市役所前 - 旭橋 - 相生税務署前 - 相生駅 - 山手二丁目 - 池ノ内北
- 30 上郡駅 → 上郡橋 → 金出地 → テクノ中央 → 芝生広場（播磨科学公園都市） → 西播磨総合庁舎西 → 粒子線医療センター（平日のみの運転）
- 31 上郡駅 - 上郡橋 - 金出地 - テクノ中央 - 県立大附属高校前 （← テクノ中央 ← 芝生広場（播磨科学公園都市） ← 西播磨総合庁舎西 ← 粒子線医療センター）（平日のみの運転）
- 20 新宮駅 - （ふれあいしんぐう） - 千本 - テクノ中央 - 芝生広場（播磨科学公園都市） - 西播磨総合庁舎西 - 粒子線医療センター - SPring-8正門前 - SPring-8[注釈 1]
- 21 新宮駅 - （ふれあいしんぐう） - 千本 - テクノ中央 - 県立大附属高校前 - テクノ中央 - 芝生広場（播磨科学公園都市） - 西播磨総合庁舎西 - 粒子線医療センター - SPring-8正門前 - SPring-8[注釈 1]

#### 赤穂地区
- 3/4 播州赤穂駅 - 居村 - 関西福祉大学前（平日のみの運転）
- 41・3/5 赤穂市民病院 - 大石神社前 - 赤穂営業所 - 加里屋 - 播州赤穂駅 - 居村 - （関西福祉大学前） - 清水 - 湯の内団地
- 41・3/4・6・7 赤穂市民病院 - 大石神社前 - 赤穂営業所 - 加里屋 - 播州赤穂駅 - 居村 - （関西福祉大学前） - （清水 - 湯の内団地 - 清水） - 槙
- 3/43 赤穂営業所 - 加里屋 - 播州赤穂駅 - 城西小学校 - 大石神社前 - 赤穂市民病院 - 千鳥南口
- 2 播州赤穂駅 ← イオン赤穂店前 ← 大石神社前 ← 赤穂市民病院 ← 千鳥南口
- 3/43 城西小学校 - 赤穂市民病院 - 千鳥南口（スクールバス）（平日のみの運転）
- 11・13/21・23・24・27 播州赤穂駅 - 加里屋 - 赤穂営業所 - （南宮町） - 御崎 - かんぽの宿赤穂
- 1/31・33・40 播州赤穂駅 - 加里屋 - 赤穂営業所 - 赤穂市民病院 - 赤穂高校 - （南宮町） - 御崎 - かんぽの宿赤穂
- 2/32 播州赤穂駅 - イオン赤穂店前 - 赤穂営業所 - 赤穂市民病院 - 赤穂高校 - 御崎 - かんぽの宿赤穂
- 1 播州赤穂駅 - 加里屋 - 赤穂営業所 - 大石神社前 - 赤穂市民病院 - 赤穂海浜公園 - 御崎 - かんぽの宿赤穂（土日祝日のみの運転）
- 2 播州赤穂駅 - イオン赤穂店前 - 赤穂営業所 - 大石神社前 - 赤穂市民病院 - さつき町 - 尾崎小学校 - 坂越駅 - 小島
- 41/9 （赤穂高校 ←） 赤穂市民病院 - 大石神社前 - 赤穂営業所 - 加里屋 - 播州赤穂駅 - 桜木 - 根木 - 東有年 - 有年駅（平日1往復のみの運転）
- 41/8 赤穂市民病院 - 大石神社前 - 赤穂営業所 - 加里屋 - 播州赤穂駅 - 桜木 - 千種集会所前 - 東有年 - 有年橋[注釈 2] - 高田台 - 上郡橋 - 上郡駅（1日1往復のみの運転）
- 上郡駅 - ハイツあゆみ前 - 高田台 - 上郡ネオポリス

#### 宍粟市発着路線
宍粟市と市外を結ぶ一般路線と、宍粟市内だけで完結する路線（市外連絡路線・市内完結路線）に大別される。
2015年11月2日から宍粟市の公共交通が大規模に再編され、交通空白地域の解消を目的として市内完結路線の運行が開始された一方、それまで宍粟市内のみを運行していた路線バスと従前から運行していたコミュニティバスが統合され、市外連絡路線と位置付けられた。市内完結路線と市外連絡路線は総称して「しーたんバス」と名付けられ、原則として1乗車200円均一となった。これに伴いそれまで市外連絡路線で利用可能だったICカード乗車券は利用できなくなったが、市外連絡路線で運行する車両は一般路線と共用のため、ICカード対応機器を使用停止扱いとして運行している。
指定されたバス停で他のしーたんバス路線へ乗継ぐ時は、降りる時に運転者に申し出て乗継券を受け取り（市外連絡路線用の車両の場合は、受け取った乗継券をタイムスタンプに通す）、2時間以内に乗り継ぐ必要がある。
以下の路線は宍粟市と市外を結ぶ路線で、一般路線として運行される。

#### 宍粟市 - たつの市 - 太子町 - 姫路市
- 山崎 - 香島橋 - 北龍野 - 龍野 - 川原町（スクールバス。平日のみ運行）
- 50 （加生山崎高校前 - ）山崎 - 香島橋 - 新宮東口 - 新宮駅 - 新宮東口 - 北龍野 - 龍野 - 鵤（いかるが） - JR網干駅 - 山電網干 - 網干港 - ダイセル前
- 55 山崎 - 香島橋 - 新宮東口 - 新宮駅 - 新宮東口 - 東觜崎公民館前 - 龍野中央病院前 - 龍野 - 鵤 - JR網干駅 - ツカザキ病院 - 山電網干 - 網干港 - ダイセル前（平日のみ運行）

#### 市外連絡路線
- 70 （加生山崎高校前 - ）山崎 - 東市場 - 一宮市民局前 - 曲里（まがり） - 皆木 - 原 - 道谷 - 戸倉
  - かつては姫路駅から山崎を経由して戸倉までを結ぶ長距離路線だったが、その後山崎で路線が分断され、さらに2008年4月に原 - 戸倉間が波賀町ミニバス（波賀市民局運行、料金無料）に代替された。
  - 2015年11月2日のダイヤ改正で波賀町ミニバスを吸収のうえ原 - 戸倉間が再び延伸され、同区間のバスの運転が復活したが、その後情勢変化に伴って市内完結路線と併用での運行に変更され、同区間は平日は上りのみ片道1本、休日は1往復のみの運行となっている。
- 60・61 （加生山崎高校前 - ）山崎 - 東市場 - 曲里 - 福知 - 三方 - （まほろばの湯） - 横山 - 倉床
  - 横山 - 倉床間は平日のみの運行である。また、下り便は倉床を基準としてダイヤが組まれているため、山崎方面からその日のうちにバスで倉床まで往復することはできない。
- 75 （加生山崎高校前 - ）山崎 - 東市場 - 曲里 - 皆木 - 斉木 - 千種市民局前 - エーガイヤちくさ
  - 皆木 - エーガイヤちくさ間はコミュニティバス「はちはちバス」（ウエスト神姫運行、土休日運休）で運行されていたが、2015年11月2日のダイヤ改正で皆木 - 山崎間が延伸され、毎日運行に改められた。
- 80 山崎 - 加生山崎高校前 - 葛根 - 土万 - 下三河 - 船越 - 名目津輪 - エーガイヤちくさ - 千種市民局前 - 千種 - 西河内
  - 途中の下三河 - 名目津輪間のバス停は佐用町内に所在するため、この区間をまたがって乗車する場合および宍粟市内とこの区間内の相互乗車の場合は1乗車300円となる（ただし市民乗車証を利用すると1乗車200円となる）。このため、旧千種町中心部と山崎の間を乗車する場合は曲里経由のほうが所要時間が長いが運賃は安くなる。
  - 2018年6月22日から日本郵便と提携の上で、播磨山崎郵便局 - 千種郵便局間の郵便物を路線バスに積載する貨客混載バスの運行を開始した。貨客混載バスの運行は近畿地方初[4][5]、郵便物を路線バスに積載するポストバス形態での運行は日本初となる。

#### 市内完結路線
- 開設当初は全25路線だったが、その後運行状況の見直しに伴って15路線となった。いずれもワゴン車を使用して週1日から5日運転されている。蔦沢線・大谷線はウエスト神姫ではなく市内の篠陽タクシーが担当している。

#### 姫路市
- 53 JR網干駅 - 東芝 - 上余部 - 下余部 - 山電網干

#### 姫路市 - たつの市
- 52 山電網干 - 新町 - 七曲り東口 - 大浦
- 51・54 網干港 - 山電網干 - （日触） - 市民病院前 - 七曲り東口 - 大浦

### コミュニティバス

#### 東備西播定住自立圏 圏域バス
愛称は「ていじゅうろう」。2年の試験運行を経て、2014年（平成26年）2012年3月5日より本格運行開始、東備西播定住自立圏形成推進協議会（赤穂市・上郡町、岡山県備前市）から受託運行されている圏域バスで、同バスの備前ルートの運行を担当している。
2009年に津山・大原・粟倉地区から撤退して以来、高速バス・観光バスを除いて神姫バスグループの路線バスが岡山県へ乗り入れる唯一の路線である。全便日曜運休。
2015年9月まで日生運輸（備前バス）が月・水・金曜、ウエスト神姫が火・木・土曜の運行をそれぞれ担当していたが、日生運輸が乗合バス事業から撤退した同年10月以降はウエスト神姫が全路線を担当することとなった。
2018年8月1日より、神姫バス発行のICカード乗車券NicoPaをはじめとする全国交通系ICカード乗車券が使用できるようになった。
2ルートが運行されている。日曜日と年末年始（12月29日 - 1月3日）は全ルートが運休する。
- ■上郡ルート
- 上郡駅 - ハイツあゆみ前 - 有年橋 - 東有年 - 根木 - 南野中 - イオン赤穂店 - 赤穂市民病院
  - 赤穂市内のみおよび上郡町内のみを乗車する場合は1乗車100円、赤穂市内と上郡町内の相互乗車の場合は1乗車200円となる。

- ■備前ルート
- 吉永病院前 - 牛神社入口 - 三石駅 - 渡瀬 - 福石下 - 清水 - 関西福祉大学 - 赤穂市民病院 - イオン赤穂店
  - 畑‐金谷西間と土師神根集落はフリー乗降区間。
  - 赤穂市内のみを乗車する場合は1乗車100円、備前市内のみを乗車する場合および赤穂市内と備前市内の相互乗車の場合は1乗車200円となる。

#### 赤穂市受託運行路線

##### 陣たくん号
- 市内の観光名所めぐりができる期間限定周遊バス。当初は「くらちゃん号」の愛称で運行していたが、2014年（平成26年）4月より赤穂市のマスコットキャラクター「陣たくん」を愛称に起用し、新たに「陣たくん号」として運行。
- 指定期間中の土・日・祝祭日、播州赤穂駅と坂越駅を起点に一日3往復する。

##### ゆらのすけ
市内5つのルートを運行するコミュニティ型の市内循環バス。年末年始（12月29日 - 1月3日）は全ルートが運休する。
- ■南北ルートA
  - 播州赤穂駅 - 市民病院 - イオン赤穂店 - 龍泉寺前 - 千種集会所前 - 中山 - 宮前 -（※1）
    - （※1）有年東部循環：（宮前 →）樽原野田 → 牟礼公民館 → 有年橋（→ 宮前）
    - 一部便は宮前 → 有年東部循環 → 宮前 → 播州赤穂駅、播州赤穂駅 → 宮前 → 有年東部循環 → 宮前の区間運行。
    - 月・水・金曜に運行。

- ■南北ルートB
  - 播州赤穂駅 - 市民病院 - イオン赤穂店 - 龍泉寺前 - 根木 - 真殿 - 中山 - 宮前 -（※2）
    - （※2）有年西部循環：（宮前 →）上菅生 → 横山橋 → 横山 → 横山橋 → 大円寺 → 有年小学校（→ 宮前）
    - 一部便は宮前 → 有年西部循環 → 宮前 → 播州赤穂駅、播州赤穂駅 → 宮前 → 有年西部循環 → 宮前の区間運行。
    - 火・木・土曜に運行。

- ■東西ルート
  - 市民病院 - イオン赤穂店 - 播州赤穂駅 - 関西福祉大学 - 折方駐在所 - 天和駅 - 槙 - 備前福河駅口 - 寺西 - 入電 - 古池
    - 月・水・金曜に運行。

- ■高野ルート
  - 市民病院 - 播州赤穂駅 - イオン赤穂店 - 坂越駅 -（※3）
    - （※3）高野循環：（坂越駅 →）田畑集会所 → 上高野集会所 → 坂越港 → アース製薬前 → 黒崎（→ 坂越駅）
    - 一部便は高野循環（田畑集会所発）→ 坂越駅 → 市民病院、市民病院 → 坂越駅 → 高野循環（黒崎止）の区間運行。
    - 月・水・金曜に運行。

- ■みどり団地ルート
  - 市民病院 - イオン赤穂店 - 赤穂駅北 - 北集会所前 ⇄（※4）
    - （※4）みどり団地循環：（北集会所前 →）高山 → みどり団地（→ 北集会所前）
    - 月・水・金曜に運行。

### 廃止路線
- 万葉の岬 - 相生港 - 相生駅 - 本竜野駅 - 龍野
- 上郡 - 佐用
- 上郡 - 上郡ネオポリス - 中野
- 佐用 - 東中山（町営バスに移行）
- 佐用 - 徳久駅 - 船越（コミュニティバスに移行）
- 赤穂市民病院‐赤穂駅・坂越駅‐小島・アース製薬（尾崎地区経由にルート変更）
- 播州赤穂駅 - イオン赤穂店前・さつき町・尾崎小学校前 - アース製薬（コミュニティバスに移管）